# Östlig rödprickig salamander
Östlig rödprickig salamander (Notophthalmus viridescens) är ett groddjur i familjen salamandrar som lever i östra Nordamerika.

## Beskrivning
Salamandern är ovanlig på så sätt att den har tre faser: Först ett gälförsett larvstadium som tillbringas i vatten, därpå, efter omkring 3 månader, ett landbaserat ungdjursstadium som efter 1 till 3 år följs av ett vuxenstadium med könsmogna, huvudsakligen vattenlevande djur. Larverna har buskiga gälar och en olivfärgad kropp. Ungdjuren, som andas med lungor, är orange med röda prickar, omgivna av en svart kontur, i två rader, samt mer oregelbundet fördelade svarta prickar. Huden är torr och giftig, medan längden uppgår till mellan 3.5 och 8.5 cm. I vissa populationer saknas detta stadium. De vuxna djuren behåller de rödsvarta fläckarna, men huden på ovansidan är grönbrun till gulbrun, och buken är gul med svarta fläckar. Huden är lätt fuktig. Längden varierar mellan 7 och 12.4 cm. Under parningstiden blir hanens bakben större och utvecklar svarta, horniga utväxter på låren, kloaken svullnar och stjärten får en vågig kam. Djuret lever främst i vatten, men kan också klara sig på land. 

## Utbredning
Den östliga rödprickiga salamandern finns i hela östra USA och sydöstligaste Kanada.

## Ekologi
Larverna och de vuxna djuren lever båda i sötvattenssamlingar, gärna med dyig botten, som småsjöar, dammar, diken och kärr. De vuxna djuren kan emellertid lämna vattensamlingen de lever i och vistas på land, till exempel vid torka. Det förekommer också att de går upp på land för att bli kvitt hudparasiter. Den landlevande ungdjursfasen lever på sjöstränder och i skog, där den gärna är aktiv i förnaskiktet under fuktiga nätter. Under regnväder kan de även vara aktiva under dagen. Individerna i denna fas hävdar revir. Larverna lever främst på olika mindre djur, först zooplankton, senare litet större djur. Viss kannibalism förekommer. Även ungdjuren lever av ryggradslösa djur; bland annat uppsöker de svampar för att äta av tvåvingar som lever på dessa. De fullvuxna djuren lever av ett stort antal ryggradslösa djur som zooplankton, märlkräftor, flera typer av insekter, iglar, snäckor, musslor, småfisk, fiskägg samt grodägg och -yngel.

### Fortplantning
Alla faserna av fortplantningen sker i vatten. Leken äger rum från slutet av vintern till tidig vår. Under denna omfamnar hanen honan (amplexus) med sina bakben just bakom honans framben. Senare avsätter han en spermatofor som honan tar upp med sin kloak. Det är inte ovanligt att två hanar leker, i vilket fall de brukar äta upp spermatoforen efteråt. Efter parningen lägger honan mellan 200 och 400 ägg, som kläcks efter 3 till 8 veckor, på olika vattenväxter.

## Status
Den östliga rödprickiga salamandern är klassad som livskraftig ("LC"), och populationen är stabil. Vägbyggnation hotar livsmiljön och rörligheten för djuren samt inplantering av ädelfisk som blågälad solabborre innebär ett visst hot mot larverna; å andra sidan drar djuren fördel av anläggningen av jordbruksdammar som sker i utbredningsområdet samt bävrarnas dammbyggen.